# 萨拉赫 (巴登-符腾堡州)
萨拉赫（德語：Salach，發音：[ˈzaːlax]）是德国巴登-符腾堡州斯图加特行政区格平根县的市镇，面积8.31平方千米，2023年12月31日人口为8,272人。